# 爱之桥

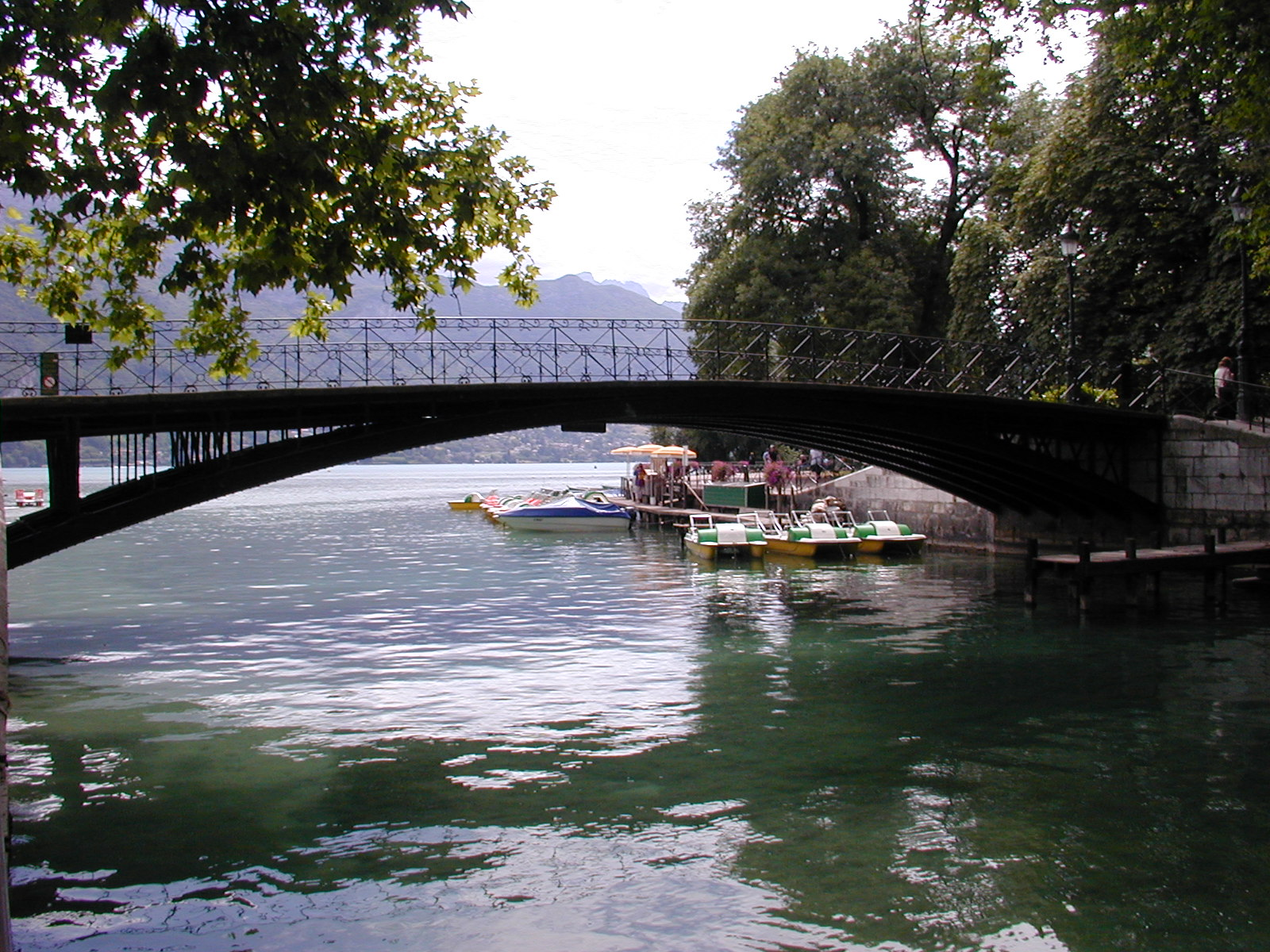

爱之桥（Pont des Amours）是法国阿讷西的一座桥梁，位于瓦斯运河（canal de Vassé）注入阿讷西湖的地点，连接Le Pâquier和欧洲花园。 
据一些文献，爱之桥得名于从前的职业：这曾是寻找妓女的地方。一个更加浪漫的版本说，该桥是（现在仍然可能是）找到自己爱人的地方。 
传说两个恋人在桥中间接吻，将会百年好合。 

## 历史
爱之桥最初建于1836年。1845年，在皮埃蒙特-撒丁国王萨沃伊的查尔斯·艾伯特访问之际，建立一个木制的走道，便于欣赏夜晚的运河。
1906年11月18日，由Charles Galletto改建为新的铸铁大桥。它落成于1907年11月8日，并竖立了欧仁·苏纪念碑。

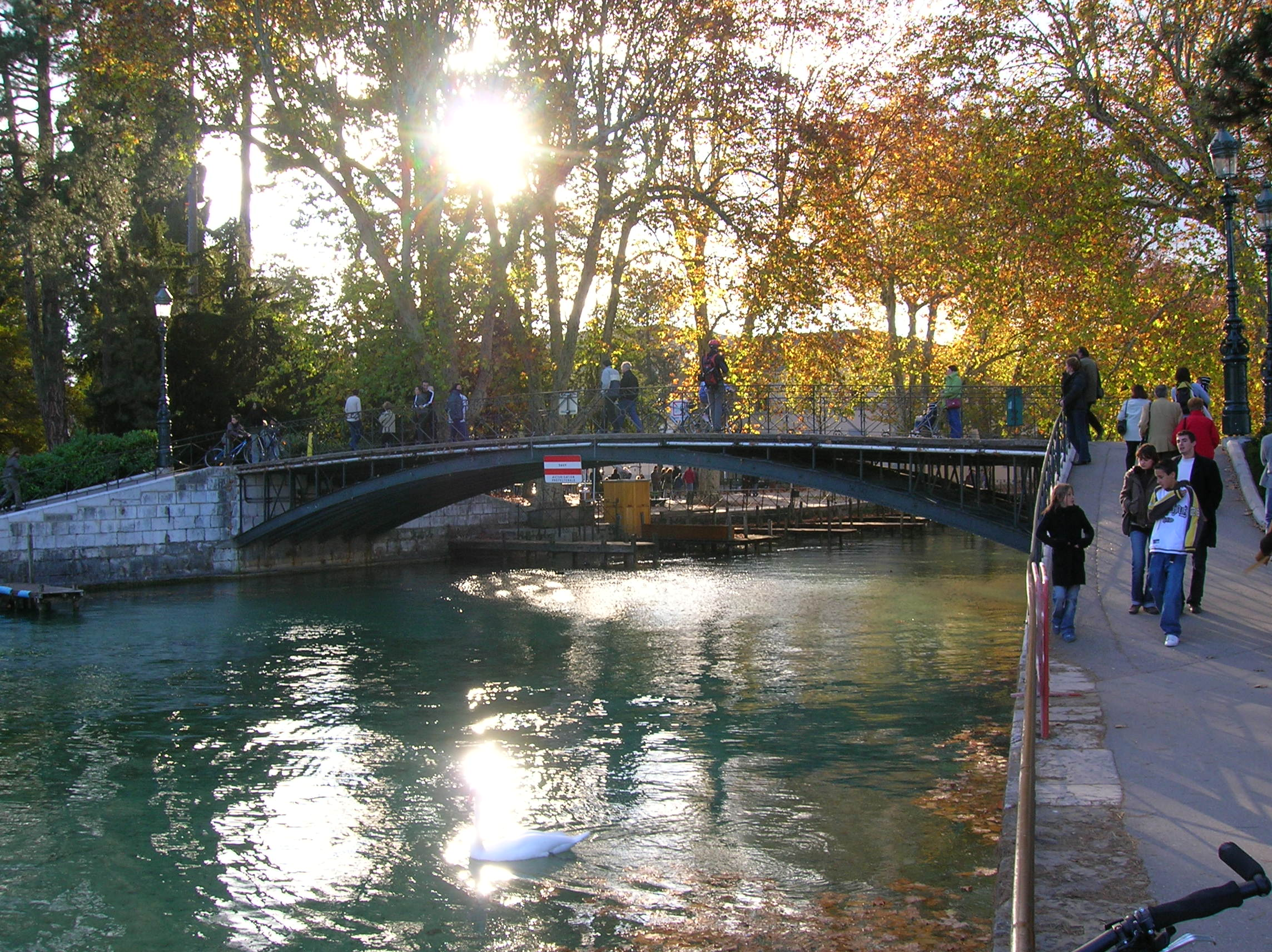